# Campionati del mondo di ciclismo su strada 2013 - Gara in linea maschile Junior
La gara in linea maschile Junior dei Campionati del mondo di ciclismo su strada 2013 è stata corsa il 29 settembre in Italia, da Montecatini Terme a Firenze, su un percorso totale di 140,05 km. L'olandese Mathieu van der Poel ha vinto la gara con il tempo di 3h33'14", alla media di 39,407 km/h.
Partenza a Montecatini Terme con 198 ciclisti, dei quali 129 conclusero la gara.

## Squadre e corridori partecipanti
| N.      | Cod. | Squadra               |
| ------- | ---- | --------------------- |
| 1-5     | SLO  | Slovenia              |
| 6-12    | FRA  | Francia               |
| 13-18   | DEN  | Danimarca             |
| 19-24   | BEL  | Belgio                |
| 25-30   | NED  | Paesi Bassi           |
| 31-34   | GBR  | Gran Bretagna         |
| 35-40   | USA  | Stati Uniti d'America |
| 41-46   | ITA  | Italia                |
| 47-52   | NOR  | Norvegia              |
| 53-58   | RUS  | Russia                |
| 59-63   | AUT  | Austria               |
| 64-68   | GER  | Germania              |
| 69-73   | CAN  | Canada                |
| 74-78   | POL  | Polonia               |
| 79-83   | KAZ  | Kazakistan            |
| 84-88   | BLR  | Bielorussia           |
| 89-92   | SWE  | Svezia                |
| 93-95   | COL  | Colombia              |
| 96-99   | HUN  | Ungheria              |
| 100-104 | ALG  | Algeria               |
| 105-107 | UKR  | Ucraina               |
| 108-110 | SUI  | Svizzera              |
| 111-113 | RSA  | Sudafrica             |
| 114-117 | AUS  | Australia             |
| 118-120 | POR  | Portogallo            |
| 121-123 | JPN  | Giappone              |
| 124     | GRE  | Grecia                |
| 125     | ECU  | Ecuador               |
| 127-129 | ERI  | Eritrea               |
| 130     | BUL  | Bulgaria              |
| 131     | HKG  | Hong Kong             |

| N.      | Cod. | Squadra         |
| ------- | ---- | --------------- |
| 132-134 | ALB  | Albania         |
| 135-137 | MDA  | Moldavia        |
| 138-140 | VEN  | Venezuela       |
| 141-143 | SMR  | San Marino      |
| 144     | MON  | Monaco          |
| 145-146 | TUK  | Turkmenistan    |
| 147     | LIE  | Liechtenstein   |
| 148     | MAR  | Marocco         |
| 149-151 | ARG  | Argentina       |
| 152     | EST  | Estonia         |
| 153-154 | CZE  | Repubblica Ceca |
| 155-157 | BRA  | Brasile         |
| 158     | FIN  | Finlandia       |
| 159-161 | ISR  | Israele         |
| 162-164 | ESP  | Spagna          |
| 165-166 | CHI  | Cile            |
| 167-168 | AZE  | Azerbaigian     |
| 169-171 | IRL  | Irlanda         |
| 172-174 | LUX  | Lussemburgo     |
| 175-177 | LTU  | Lituania        |
| 178-180 | MEX  | Messico         |
| 181-183 | TUR  | Turchia         |
| 184     | SRB  | Serbia          |
| 185     | CRO  | Croazia         |
| 186-188 | LAT  | Lettonia        |
| 189-191 | UZB  | Uzbekistan      |
| 192-194 | SVK  | Slovacchia      |
| 195-197 | ROU  | Romania         |
| 198     | MAC  | Macedonia       |
| 199     | PAN  | Panama          |

## Ordine d'arrivo (Top 10)
| Pos. | Corridore            | Squadra     | Tempo    |
| ---- | -------------------- | ----------- | -------- |
| 1    | Mathieu van der Poel | P. Bassi    | 3h33'14" |
| 2    | Mads Pedersen        | Danimarca   | a 3"     |
| 3    | Iltjan Nika          | Albania     | s.t.     |
| 4    | Logan Owen           | Stati Uniti | s.t.     |
| 5    | Lorenzo Rota         | Italia      | s.t.     |
| 6    | Lucas Eriksson       | Svezia      | s.t.     |
| 7    | Scott Davies         | G. Bretagna | s.t.     |
| 8    | Artëm Nyč            | Russia      | s.t.     |
| 9    | Sergej Šemjakin      | Kazakistan  | s.t.     |
| 10   | Benjamin Brkic       | Austria     | s.t.     |